# Freethorpe
Freethorpe is een civil parish in het bestuurlijke gebied Broadland, in het Engelse graafschap Norfolk met 995 inwoners.